# اوراسوویس، پورتوریکو
اوراسوویس (به انگلیسی: Orocovis) یک منطقهٔ مسکونی در ایالات متحده آمریکا است که در پورتوریکو واقع شده‌است. اوراسوویس ۱۸۴٫۱۷ کیلومتر مربع مساحت و ۲۳٬۴۲۳ نفر جمعیت دارد.